# Adam Burg
Adam Burg, báró, (Bécs, 1797. január 28. – Bécs, 1882. február 1.)  osztrák matematikus, egyetemi tanár.

## Életpályája
Fiatal korában atyjának műhelyében az asztalos mesterséget tanulta, 1810-től 1813-ig a képzőművészeti akadémián, 1815-ben a műegyetemen tanult, ahol 1820-ban tanársegéd lett. Miután néhány évig Salzburgban mint tanár működött, 1828-ban a bécsi műegyetemre hívták, ahol előbb felsőbb matematikát, később mechanikát és gépszerkezettant adott elő. 1849-től 1852-ig a bécsi műegyetem igazgatója volt; ám amikor ezt az intézetet katonai vezetés alá helyezték, visszalépett és osztálytanácsosi ranggal a kereskedelmi minisztériumhoz lépett át. Több kitüntetésben részesült.

## Művei
- Anfangsgründe der analyt. Geometrie, (Bécs, 1824)
- Handbuch der geradlinigen und sphärischen Trigonometrie, Bécs, 1826
- Auflösung algebraischer Gleichungen, Bécs, 1827
- Ausführliches Lehrbuch der höhern Mathematik mit bes. Rücksicht auf die Zwecke des praktischen Lebens, Bécs, 1832-33
- Compendium der höheren Mathematik, 3. kiad., uo. 1859
- Compendium der populären Mechanik und Maschinenlehre, 3. kiad., uo. 1855
- Lehrbuch der Maschinenlehre, uo. 1856